# 阿萊爾 (新澤西州)
阿萊爾（英語：Allaire）是位於美國新澤西州蒙茅斯縣的非建制地區。

## 歷史
阿萊爾的郵局於1874年設立，其後於1905年停運。

## 地理
阿萊爾所處的海拔為高於海平面10米（即33英呎），而該地所採用的時區為UTC-5，即北美东部时区（EST）。同時該地設有夏令時間，為UTC-5調快一小時，即UTC-4（EDT）。